# Republikeinse Volkspartij (Nederland)
De Republikeinse Volkspartij (RVP), ook wel geschreven als Republikeinse Volks Partij 2000+, was een Nederlandse politieke partij. De partij werd in 1994 opgericht door John Gouweloos, die eerder al de Milieu-Defensie-Partij 2000+ had geleid. Gouweloos zei te streven naar een "koninklijke republiek": hij wilde een puur symbolisch koningschap behouden ("Ach, het volk wil ook een sprookje"), maar daarnaast een rechtstreeks door het volk gekozen president invoeren.
De RVP deed mee met de Tweede Kamerverkiezingen op 15 mei 2002 in kieskring Den Haag. De partij kreeg 63 stemmen en behaalde geen zetels. In 2003 werd de partij door de Kiesraad uitgeschreven.
De RVP streefde naar een "volwassenere democratie". De belangrijkste standpunten waren:
- Een gekozen staatshoofd
- Een gekozen commissaris van de republiek
- Een gekozen Raad van State
- Een Dag van de democratie in plaats van Prinsjesdag
- Een staatsrede van de gekozen president
- Een eind aan de tweedeling op basis van afkomst en titulatuur
- Een grondwettelijke toepassing van vrijheid van meningsuiting op basis van gelijkwaardigheid en mondiale solidariteit met mens, dier en milieu in achterstandssituaties